# Jonas Ulrik Grönlund
Jonas Ulrik Grönlund, född 5 juli 1824 i Stensele prästgård i Stensele församling i Lappland, död 3 november 1884 i Stockholm, var en svensk ämbetsman, skolman och författare.
Grönlund var son till kyrkoherden och psalmförfattaren Pehr Olof Grönlund, vilken i hemmet undervisade sonen, så att han vid sin ankomst till Härnösands skola 1837 direkt gavs en plats i skolans översta klass. 1842 blev han student vid Uppsala universitet och promoverades 1848 till filosofie magister efter att 1847 ha vunnit Svenska Akademiens andra pris för sin diktsamling Lappska minnen. I avsikt att ta en teologie kandidatexamen uppehöll han sig ytterligare ett år vid universitetet men ändrade sin levnadsbana och antogs 1849 till extraordinarie kanslist i finansexpeditionen. Som lärare för G. Gyldenstolpe gjorde han med honom en resa genom Tyskland, Holland, Belgien, Schweiz, Italien och Frankrike och idkade under mer än ett års vistelse i Paris studier vid universitetet där. Efter återkomsten till Sverige blev Grönlund efter några års tjänstgöring vid flera ämbetsverk utnämnd till kommerseråd.
Under flera år var Grönlund lärare vid och föreståndare för Nya Elementar. Han utgav Lärobok i Fransyska språket, efter Ollendorffs metod (1855), Lärobok i Engelska språket  (1856), Lärobok i Tyska språket (del I 1857, del II 1863), alla utgivna i flera upplagor samt vidare Om Lapparne och deras Gudar (1848, akademisk avhandling), Lappska Minnen (1848). Han översatte Henry Wadsworth Longfellow Hyperion.
Han var gift med en kvinna från Orkneyöarna.